# 安島直円
安島 直円（あじま なおのぶ、享保17年（1732年） - 寛政10年4月5日（1798年5月20日））は、江戸時代中期の財政家・和算家。新庄藩士。本姓は藤原氏。家系は藤原秀郷流の安島氏。仮名は万蔵。字は伯規、号は南山。諱は直円。名は資料によっては安島万蔵とも載せ、新庄藩の資料では安嶋直円ともある。父は新庄藩御勘定頭・安島庄右衛門清英。兄弟に安島弥惣次清茂、伊東平蔵直休がいる。妻は於なを。家禄は80石。寛政10年（1798年）江戸藩邸にて没。江戸（現在の東京都港区三田）の曹洞宗常林寺に葬られた他、国元の菩提寺である出羽国最上郡新庄町（山形県新庄市）は桂嶽寺に分骨された。戒名は祖眞院智算量空居士。位階は贈従五位。和算に長け、同門の藤田定資をして「当代の名人」と言わしめ、江戸時代の数学の発展に寄与、後世の人は関孝和と並んで和算の二大焦点と評した。

## 家系
『郷土資料叢書第10輯』の「戸沢家中分限帳（二）」によれば、安島直円の生家は代々新庄藩士で、元々は常陸守護・佐竹氏の家臣で陸奥国白河郡棚倉の城代・安島丹後守久成を祖とする安島氏の分家とされる。安島久成の子・安島隼人が棚倉を没落し、常陸国宍戸において宍戸藩主として入封した戸沢氏に200石で召し抱えられ、家臣となった。直円は隼人から数えて四代・安島五左衛門の次男・安島庄右衛門清英が分家し、その清英の子として生まれた。

### 系譜
新庄藩士 安島氏の系譜は以下のとおり。
```
系譜 安島丹後守久成 ― 隼人 ― 五左衛門 ― 甚内 - 五左衛門 ― 〇庄右衛門清英 ― ◎贈従五位萬蔵直円 ― 萬蔵広茂 ― 銀之助 ― 安島操 ― 鋼三郎 ― 釛三郎 ― かつ
```

- 安島直円には、弟に弥惣次直茂（元文6年（1741年）生まれ、同腹、宝暦6年（1756年）6月召出し）と、平蔵直休（延享2年（1745年）生まれ、同腹、母方の伊東家断絶につき御家再興のため伊東姓に改める）がいる。
- 直円の母は、脇坂氏の家臣・熊谷仁左衛門の女と記録されている。

## 生涯
享保17年(1732年)、江戸の新庄藩邸において生まれ、当初は万蔵と名付けられた。父は安島五左衛門の次男・庄右衛門清英で、本来ならば部屋住みとなるところ、才能を見出され80石で藩の召し抱えとなり、別家を建てた。江戸常府御会所勤めを経て勘定方となり、江戸藩邸における会計責任者を務めた。直円も幼年より和算に親しみ、和算中西流の大家・入江広忠が主催していた江戸の和算塾・入江塾に通っていた。寛保3年（1743年）12歳で元服し、当時和算において大いに成長していたため、父が数学者としての大成を願って諱を直円と命名した。後に関流の家元・山路主住の門下となり、さらなる数学の道を究めた。宝暦4年（1754年）父が亡くなり家督を継いで家禄80石を相続、同年、宝暦暦制定に協力する。同6年（1756年）には吟味役兼金元方を命ぜられ、12年（1762年）に御勘定頭に昇進、3人扶持を加増された。天明5年（1785年）10月に本締手代、11月には郡奉行へと昇進を重ね、同6年（1786年）には本締役を命ぜられ、20石を加増された。同年中にはさらに10石の加増があり、120石の禄を賜るまでになった。こうした一連の加増は藩財政の建て直しに貢献した功績に基づくといわれている。
直円の研究は独創的なものが多い。特に円理については、円柱の相貫体の体積を二重級数で表す、円弧の長さを求めるのに弦を等分する方法を完成させるなどの結果を与えた。また幾何学においても三斜三円術（安島‐マルファッティの定理）や四円六斜術（ケーシーの定理）など、円と多角形とが接する際にその大きさを求める問題の解法を、ヨーロッパに先駆けて発見している。後期の和算の特徴の一つであるこのような幾何的図形の研究について、安島は極めて基礎的な分野で貢献している。また整数方程式・対数・循環小数についても優れた研究を残している。世間では同門の藤田定資の方が知名度が高く「名人」と呼ばれたが、彼自身は直円を「名人」と呼んだと伝えられる。師匠筋の山路家が天文方だった影響で、暦に関する著書もあり、『授時暦便蒙』『安子西洋暦考草』『安島先生便蒙之術』『交食蒙求俗解』の4編が残されている。内容は研究というよりは編暦計算の実務に携わる人のための教科書と見られ、そのための工夫が随所に見られる。
これらの和算に対する功績について、日本学士院院長・菊池大麓は直円を高く評価した。こうしたことから安島直円は和算の歴史において関孝和とともに和算史上の二大焦点といわれた。大正4年（1915年）従五位を贈位される。
直円には弟子として元旗本の坂部広胖がおり、免許皆伝を授けている。

## 遺功・業績・顕彰
- 明和5年（1768年）『授時暦便蒙』完成
- 天明6年（1786年）新庄藩財政回復に功、20石加増の後さらに10石加増
- 大正4年（1925年）贈従五位
- 平成10年（1998年）安島直円没後200年に際し、その遺功を讃えるために有志（安島直円顕彰会）が新庄市の西山の丘に顕彰碑を建立

### その他の著書
- 『円柱穿空円術』
- 『祇園算学解』

## その他、エピソード
- 月面には安島の名に由来するクレーターナオノブ (Naonobu) が存在する。
- 安島直円の業績を讃えるため、今日ではその郷里の新庄市において安島直円顕彰会が結成され、顕彰がなされている。
- 墓所の常林寺は、東京都港区三田4丁目に所在する（最寄駅は都営浅草線三田駅、下車5分）。